# Die Belagerung
Die Belagerung – jest to pierwsze demo muzyczne grupy Riger wydane w 1996 roku. Wydane samodzielnie w liczbie 100 kopii.

## Lista utworów
1. „Prolog – Die Belagerung” – 3:19
2. „Mein Schatten” – 5:28
3. „Weißer Sumpf” – 2:47
4. „Einherjer” – 5:16
5. „Marsch der Verlorenen” – 4:37
6. „Melkor” – 6:13
7. „Epilog” – 1:47